# Verraad van Alcarrizos
Het verraad van Los Alcarrizos in 1824 is vernoemd naar de plaats in de Dominicaanse Republiek, ongeveer 20 km ten westen van de Hoofdstad Santo Domingo en heeft betrekking op het verraden van de organisatie die een opstand tegen de Haïtiaanse overheersing voorbereidde.

## Korte voorgeschiedenis
Nadat in 1821 de Spanjaarden op Hispaniola de Republiek Santo Domingo hadden uitgeroepen, werd het in 1822 bezet door de Haïtianen die de koers van de nieuwe republiek niet accepteerde. Door het optreden van de nieuwe machthebbers ontstond er veel onvrede en begonnen de Dominicanen hun ongenoegen te uiten, wat vaak leidde tot bloedige confrontaties met de Haïtiaanse militairen.
De historicus Joseph Gabriel Garcia:
- "In februari van 1824 ontstond een andere geduchte beweging, georganiseerd door mannen die verslaafd waren aan Spanje. Het was de bedoeling om koning Ferdinand VII te steunen, en de blauw-rode vlag van Haïti te vervangen door de vlag van Castilië, .. " Verder schreef hij: "Het aantal aanhangers werd zo groot dat de revolutie mogelijk niet meer te stoppen zou zijn."

## De nieuwe beweging
De nieuwe revolutionaire beweging werd geleid door Baltazar de Nova en Antonino Gonzalez. Andere belangrijke deelnemers waren: pastor Pedro González van Los Alcarrizos, kapiteins van de nationale garde Lázaro Nuñez en José María de Altagracia, Facundo de Medina, Lico Andújar en dr. Juan Vicente Moscoso, die ook hadden deelgenomen aan de bevrijdingsbeweging van 1821. Deze werd later La Independencia Efímera (de korte onafhankelijkheid) genoemd. Alsmede Juan Jimenes (zijn vader Manuel Jimenes was de tweede president van het land), die hulp zocht in de stad San Carlos (tegenwoordig een buurt in Santo Domingo).
De eerste formele bijeenkomst werd gehouden op 24 januari 1824. De locatie was het huis van pater Pedro González in Los Alcarrizos, waardoor de samenzwering die naam kreeg. De tweede bijeenkomst was op zondag 15 februari in San Carlos, in de buurt van de gallera, de arena voor hanengevechten.

## Het verraad
Van enkele pro-Haïtiaanse mensen hoorde gouverneur-generaal van het oostelijke eilanddeel, Jerome Maxime Borgellá, over de samenzwering. Op 25 februari 1824 kwamen in San Carlos en Los Caimitos (op dit moment de wijk Los Prados in Santo Domingo) de mannen uit La Venta, gelegen tussen Manoguayabo en Los Alcarrizos, aan. Wachtend op hun medestrijders uit Los Alcarrizos en El Higüero werden ze gearresteerd door gouverneur Borgellá, die zelf, met 200 man uit Santo Domingo, de operatie leidde. Bijna alle belangrijke samenzweerders werden gearresteerd. Vijf van hen, onder wie de leiders Baltazar en Antonino, wisten naar Venezuela te ontkomen.
De historicus en schrijver Max Henríquez Ureña: 
- "Lázaro Nuñez, Josée María de Altagracia, Medina en Juan Facundo Jimenes werden gearresteerd tijdens handelingen die zonder twijfel te maken hadden met hun voornemen een opstand tegen de Haïtiaanse overheersing te starten". De andere gearresteerden waren, kapitein van de Nationale Garde van Santo Domingo Joseph Gertrudis Brea, Manuel Gil van de gendarme, Sebastián Sánchez, chef over het secretariaat van de regering Jose María González, manager staatsmagazijnen Jose María Perez, de handelaar Juan Cerrá, dr. Juan Vicente Esteban Moscoso en zijn broer, de pastoor van Los Alcarrizos Pedro Gonzalez, Ignacio Suarez, Jose Ramon Cabral, Jose María García, luitenant van de Nationale Garde van Los Alcarrizos, Jose Figueredo en Jose Maria Aguirre."

## De rechtsgang
Alle gevangenen werden onmiddellijk voorgeleid bij de burgerlijke rechter in Santo Domingo, die bestond uit voorzitter Jose Joaquín Delmonte en de rechters Vicente del Rosario, Raymond Sepulveda, Mancebo en Vicente Juan Bta. Daniel Morette. De regeringscommissaris en aanklager was Tomás Bobadilla Briones.
Max Henríquez Ureña:
"Na de analyse van de gegevens formuleerde de regeringscommissaris zijn beschuldigingen in ernstige termen. De aangeklaagden werden in de volgende groepen gesplitst, afhankelijk van hun beschuldiging: 
- Ten eerste degenen die nauw samenwerkten met Nova en Gonzalez die als hoofdverdachten werd aangemerkt.
- Ten tweede kwamen daar later ook de mensen bij die het project zouden uitvoeren.
- Ten derde degenen die zich bewust waren van de samenzwering, maar geen handelingen verrichtten die met effectieve participatie in de uitvoering van projecten te maken hadden.
- Ten slotte, degenen tegen wie onvoldoende bewijs was om ze te beschouwen als medeplichtigen, ondanks sterke aanwijzingen van medeplichtigheid."

Bobadilla vroeg voor de eerste groep de doodstraf en voor andere sancties, in verhouding tot de omvang van hun schuld. De advocaten Juan de Diós Correa en José Troncoso Cruzado voerden energiek en wanhopig argumenten aan ten gunste van de verdachten, hoewel zij overtuigd waren van de beperkte zin van hun inspanningen.
Verder schreef Henríquez Ureña:
"De rechtbank trok zich terug voor overleg en 's avonds op 8 maart maakte zij haar vonnis bekend. De uitslag was:
- Lázaro Nuñez, José María de Altagracia, Facundo de Medina en Juan Jimenes kregen de doodstraf;
- Priester Pedro Gonzalez, Ignacio Suarez, José Ramon Cabral en José Figueredo kregen vijf jaar gevangenisstraf;
- José María González, Sebastián Sánchez, José María García, Manuel Gil, José María Pérez en Esteban Moscoso werden tot twee jaar gevangenisstraf veroordeeld;
- dr. Juan Vicente Moscoso, Juan Cerrá, José Gertrudis Brea en José Aguirre werden vrijgelaten bij gebrek aan voldoende bewijs, maar werden onder toezicht van de overheid gesteld, met het oog op de ernstige vermoedens over hun terugval."
- Baltazar de Nova en Antonino González werden bij verstek ter dood veroordeeld, maar konden nooit worden gevangengenomen.

Max Henríquez Ureña voegde hieraan toe:
- "Op de ochtend van negen maart probeerden de verdedigers tevergeefs om beroep tegen de uitspraak aan te tekenen. Na raadpleging van de regeringscommissaris werd dit geweigerd. Zijn argument was dat de onvermijdelijk termijn was verstreken. Inspanningen om Borgellá te bewegen om, in ieder geval, uitstel van executie te geven, om zo verzoek om clementie van president Boyer mogelijk te maken, waren ook nutteloos."

Het vonnis werd uitgevoerd en de vier belangrijkste veroordeelden werden doodgeschoten in de namiddag van 9 maart naast Fort San Gil, op de hoek van de Avenida George Washington met Palo Hincado. Terwijl het exercitiepeloton hun musketten richtten, verhief Lázaro Nuñez zijn stem en riep: "Dominicanen, laat onze dood niet tevergeefs zijn!"
Door deze gebeurtenissen en de hardheid waarmee werd onderdrukt, werd een deel van de bevolking, met de veel sympathie voor Spanje, bang. Hierdoor gingen veel families in ballingschap naar Puerto Rico. Veel kapitaal verdween daardoor uit het land.
Om toekomstige massabewegingen van samenzwerende mensen te voorkomen, gaf Borgellá opdracht tot de bouw van een fort op een heuvel in Camba (Najayo Arriba, San Cristóbal), genaamd Resolu, nu in het Spaans bekend als Fort Resoli, waar de omgeving rond de stad Santo Domingo kon worden waargenomen.